# Stocafi
Stocafi è un piatto tipico del Principato di Monaco preparato con stoccafisso bagnato, salsa di pomodoro aromatizzata con aglio ed erbe, ed olive nere (simili a quelle taggiasche).